# Vlajka Moldavské demokratické republiky

Vlajka Moldavské demokratické republiky (1917–1918)
Poměr stran: 2:3

Vlajka Moldavské demokratické republiky (1917–1918) je modro-žluto-červená horizontální trikolóra. Na modrém poli má nápis Republica Democratic Moldovenească şi Independente (česky: Moldavská demokratická republika je nezávislá) a státní znak umístěný uprostřed vlajky na žlutém poli. Vlajka parlamentu Sfatul Tariam měla v modrém poli svůj název a uprostřed mezi žlutým a červeným pásem byl znak Moldavské demokratické republiky.
Nápad se zrodil několik týdnů před 6. prosincem 1917, když se inspiroval vojenskou vlajkou rumunských vojáků z Besarábie. Ta měla stejné barvy a po celé své šířce měla na vlajce napsáno písmena R.M. Heraldik Paul Gore ve své studii Národní barvy Rumunů v Besarábii z května 1917 dokázal blízké propojení mezi rumunskou trikolórou a vlajkou Moldavské demokratické republiky, která se používala v oblasti Besarábie. Z tohoto pohledu rumunský heraldik Silviu Andries-Tabac považuje jeho práci za typicky moldavsky laděnou.

Pěší pluk nápis. 1918 rok
Pěší pluk nápis. 1918 rok
Vlajka Sfatul Tari
Vlajka Sfatul Tari